# Diocesi di Milo
La diocesi di Milo (in latino Dioecesis Milensis) è una sede della Chiesa cattolica in Grecia suffraganea dell'arcidiocesi di Nasso. La sede è vacante.

## Territorio
La diocesi estende la sua giurisdizione sui fedeli cattolici di rito latino delle seguenti isole greche delle Cicladi occidentali: Milo, Argentiera, Ceo, Citno e Sifanto.
Sede della diocesi è l'isola di Milo, dove si trovano due chiese cattoliche: Nostra Signora del Rosario a Plaka e San Nicola ad Adamas; nessuna delle due ha il titolo di cattedrale.

## Storia
La diocesi di Milo fu eretta agli inizi del XIII secolo. Fin dalla sua fondazione è sempre stata suffraganea dell'arcidiocesi di Nasso. La diocesi includeva anche l'isola di Argentiera. 
Dopo il 1330 fu eretta la diocesi di Ceo, che comprendeva anche le isole di Citno e di Sifanto, suffraganea dell'arcidiocesi di Atene.
Nel corso del Seicento e Settecento le diocesi di Milo e Ceo divennero sedi vacanti, e per esse furono nominati dei vicari apostolici.
La diocesi di Milo nel 1610 era sotto il governo ottomano, la maggior parte dei fedeli era passata alla Chiesa ortodossa; è segnalata la cattedrale dei Santi Cosma e Damiano, passata di proprietà agli ortodossi. L'ultimo vescovo di Milo è Dionisio Modinò, il cui nome, senza altre indicazioni, è riportato negli Annuari pontifici dal 1736 al 1746. Nel 1798 la sede di Ceo fu unita a quella di Milo. Nell'Ottocento la diocesi di Milo e Ceo venne di fatto soppressa e Milo divenne una sede titolare. Nel 1933 venne istituita la sede titolare di Ceo con il nome di Cea.
Dopo l'indipendenza della Grecia dall'impero ottomano, dal 19 agosto 1834 ai vescovi di Sira, in qualità di delegati apostolici, fu affidata la cura pastorale dei pochi cattolici latini della nuova nazione, il cui territorio, dal punto di vista ecclesiastico, fu ricavato dal vicariato apostolico di Costantinopoli (oggi vicariato apostolico di Istanbul).
Alla fine dell'Ottocento la diocesi di Milo fu data in amministrazione perpetua ai vescovi di Sira; tuttavia la sede titolare fu soppressa solo dopo il 1923.

## Cronotassi

### Vescovi residenti
Si omettono i periodi di sede vacante non superiori ai 2 anni o non storicamente accertati.
- Pasquale † (22 marzo 1253 - ?)
- Nicola † (circa 1350 - ? deceduto)
- Biagio, O.E.S.A. † (10 marzo 1356 - ?)
- Benedetto † (circa 1370 - ? deceduto)
- Giovanni da Recanati, O.F.M. † (26 febbraio 1375 - ? deceduto)
- Luca da Crotone, O.E.S.A. † (23 dicembre 1385 - ?)
- Enrico † (9 novembre 1389 - ?)
- Vitale di Faenza, O.E.S.A. † (1391 - ? nominato vescovo titolare di Abida)
- Francesco † (13 ottobre 1397 - ?)
- Gualtiero di Polema, O.F.M. ? † (12 febbraio 1410 - ?)
- Gerlacus Loen, O.F.M. † (31 agosto 1413 - ?)
- Giovanni de Medicis di Candia, O.F.M. † (2 maggio 1418 - ?)
- Giovanni Potosach, O.P. † (27 novembre 1420 - ? deceduto)
- Giovanni Valtemplini, O.Carm. † (6 marzo 1430 - ? deceduto)
- Nikolaus Langen, O.P. † (21 aprile 1456 - ?)
- Giacomo † (? deceduto)
- Jacques Joumonde, O.S.B. † (19 maggio 1460 - 28 luglio 1486 dimesso)
- Marco Stella, O.P. † (28 luglio 1486 - ?)
- Johannes Pedenhofer, O.P. † (5 maggio 1494 - ?)
- Nicola Bruni † (10 dicembre 1511 - ? deceduto)
  - Francesco Rocchi † (31 maggio 1540 - ? dimesso) (vescovo eletto)
- Giovanni Pietro Ferretti † (4 febbraio 1541 - 1545 dimesso)
- Gregorio Castagnola, O.P. † (6 novembre 1545 - ? deceduto)
- Stefano Gattalusio, O.S.B.Oliv. † (13 marzo 1550 - ? deceduto)
- Bartolomeo Doria † (1º dicembre 1564 - ? dimesso)
- Bernardino Laureo † (7 ottobre 1583 - ? deceduto)
- Francesco Ottimati, O.F.M. † (23 gennaio 1602 - ? deceduto)
- Niccolò Lesdo (o Ludosio) † (24 gennaio 1611 - 1625 dimesso)
- Giacinto Arnolfini, O.F.M.Obs. † (27 gennaio 1625 - ? deceduto)
- Michele de Bernardis, O.F.M.Ref. † (27 giugno 1629 - ? dimesso)
- Gerolamo da Padova, O.F.M.Obs. † (24 luglio 1634 - 16 giugno 1642 nominato vescovo di Santorino)
- Antonio Serra † (14 luglio 1642 - circa 1648 ?)
- Anonimo † (? - 1658 o 1665 deceduto)
- Giovanni Antonio de Camillis † (7 ottobre 1669 - 14 novembre 1698 deceduto)
  - Leonardo Balsarini † (18 settembre 1699 - 1699 deceduto) (amministratore apostolico)
- Dionisio Modinò † (dopo il 21 aprile 1728 - circa 1746)
  - Sede soppressa

- Sede amministrata dai vescovi di Sira

### Vescovi titolari
- Thomas Olliffe † (26 agosto 1843 - 13 maggio 1859 deceduto)
- Beato Marcelo Spínola y Maestre † (16 dicembre 1880 - 10 novembre 1884 nominato vescovo di Coria)
- John Baptist Butt † (19 dicembre 1884 - 26 giugno 1885 nominato vescovo di Southwark)
- Gustave Mutel, M.E.P. † (2 settembre 1890 - 31 gennaio 1923 nominato vescovo titolare di Mopsuestia)

## Statistiche
I dati sono inclusi nelle statistiche della diocesi di Sira.